# اسید هیپوسودوریک
اسید هیپوسودوریک (به انگلیسی: Hipposudoric acid) یک ترکیب شیمیایی است. شکل ظاهری این ترکیب، قرمز است.